# Parlamentswahl in Marokko 1997

Sitzverteilung nach der Parlamentswahl in Marokko 1997
USFP: 57 Sitze
UC: 50 Sitze
RNI: 46 Sitze
MP: 40 Sitze
PI: 32 Sitze
MDS: 32 Sitze
MNP: 19 Sitze
PND: 10 Sitze
MPCD: 9 Sitze
FFD: 9 Sitze
PPS: 9 Sitze
PSD: 5 Sitze
OADP: 4 Sitze
PA: 2 Sitze
PDI: 1 Sitz

Die Parlamentswahl in Marokko 1997 fand am 14. November 1997 statt.
Die Wahl fand vor Ablauf der eigentlich vorgesehenen sechs Jahre als Folge einer Verfassungsänderung des Jahres 1996 statt, aus welcher sich ein neues Wahlgesetz ergab, mit Neuerungen wie der Rückkehr zu einem Zwei-Kammer-Parlament, deren Repräsentantenversammlung (oder „Nationalversammlung“) nun zur Direktwahl gestellt wurde.
Als Sieger ging die oppositionelle Partei Sozialistische Union der Volkskräfte (USFP) unter Abderrahmane Youssoufi aus der Wahl hervor, und zum ersten Mal in der Geschichte des Landes wurde auch der Wahlsieger mit der Regierungsbildung betraut. Dieser bildete daraufhin die sogenannte „Regierung des Wechsels“ unter anderem auch aus unabhängigen Spezialisten in Menschenrechtsfragen.

## Vorgeschichte
Sämtliche Parlamentswahlen des Landes fanden nach Verfassungsänderungen statt, welche die Bedingungen des Parlamentarismus jedes Mal neu definierten. Hierdurch sowie durch gezielt beförderte Partei-Neugründungen oder Abspaltungen war es dem König bislang gut gelungen, die Mehrheitsverhältnisse im Parlament immer ausgeglichen sowie die Parteien relativ schwach und zu Kooperationen gezwungen zu halten. In der Auswahl des Premierministers war der König keineswegs an den Ausgang der Parlamentswahlen gebunden. Alleiniger Garant für Stabilität in Parlament und Regierung sollte der König sein.
Allerdings ist zu konstatieren, dass die Verfassungsänderungen der Jahre 1993 und 1996 inhaltlich auf einem Forderungskatalog basieren, welcher dem König im Oktober 1991 von den Parteivorsitzenden der USFP und der Istiqlal übergeben worden war, nachdem die vorangegangenen Verhandlungen zur Bildung einer nationalen Einheitsregierung gescheitert waren.
Beobachter werten sowohl die Verfassungsänderung von 1996 als auch die vorgezogene Wahl selbst als Versuch des mit zunehmenden gesundheitlichen Problemen kämpfenden Monarchen Hassan II., seinem Sohn und Erben eine reibungs- und problemlose Übernahme der Macht zu ermöglichen, indem gezielt die etablierten Oppositionsparteien umworben und in die Regierungsarbeit eingebunden werden.
Nach der Verfassungsänderung werden also die traditionell umstrittenen Wählerlisten ausgemistet, und die etablierten Parteien werden im März 1997 auf ein neues Wahlgesetz eingeschworen. Sie unterschreiben feierlich, dieses zu befolgen, keinen Wahlbetrug zu begehen und das Wahlergebnis anzuerkennen.

## Die Wahl
In den gemäß Verfassung jetzt alle 5 Jahre vorgesehenen Parlamentswahlen, der direkten Wahl der Repräsentantenversammlung im Zwei-Kammer-Parlament Marokkos, werden insgesamt 325 Parlamentssitze vergeben. Sie haben weiterhin im Zweifel lediglich beratende Macht, und bei der Ernennung eines Ministerpräsidenten ist der König nicht an die Wahlergebnisse bzw. die neuen Mehrheitsverhältnisse im Parlament gebunden.
16 Parteien stellen sich zur Wahl, ergänzt von diversen parteilosen Politikern, insgesamt rund 3300 Kandidaten treten an, davon 69 Frauen.
Bei einer geschätzten Gesamtbevölkerung von rund 28 Millionen sind offiziell 12.790.631 Bürger in Wählerlisten als wahlberechtigt registriert. Insgesamt werden 7.456.996 Stimmen abgegeben (was einer Wahlbeteiligung von 58,3 % entspricht), davon 1.085.336 ungültige Stimmen (ca. 15 %), womit rund 50 % gültige wahlberechtigte Stimmen verbleiben.

### Wahlergebnis
Stärkste Partei wurde erstmals die USFP unter Abderrahmane Youssoufi, und zum ersten Mal in der Geschichte des Landes wurde, nach einem mythen-umrankten Treffen, vom König auch der Wahlsieger mit der Regierungsbildung betraut, und dieser akzeptierte ohne Bedingungen und ohne Rücksprache mit seiner Partei oder seinen Koalitionären, und bildete die sogenannte „Regierung des Wechsels“.
Das Wahlergebnis selbst brachte kaum Überraschungen und keine dramatischen Verschiebungen zwischen den politischen Lagern. Die Ausnahme bildet das Erstarken und die Etablierung der islamistischen Sammelbewegung MPCD, welche kurze Zeit später unter dem neuen Namen Partei für Gerechtigkeit und Entwicklung (PJD) noch bekannter und erfolgreicher werden sollte. Insgesamt jedoch ergab sich ein sehr ausgewogenes Kräfteverhältnis im Repräsentantenhaus. Dass die neue Regierung als „Regierung des Wechsels“ in die Geschichte eingehen sollte, war letztlich ein geplanter politischer Schachzug des Königs.
Ebenfalls zu den Gewinnern zählten 3 neugegründete Parteien, welche den Einzug ins Parlament schafften, nämlich die Demokratische und Soziale Bewegung (MDS), die Front der Demokratischen Kräfte (FFD) sowie die Partei der Sozialdemokratie (PSD).
| Partei | Partei                                                                                                  | Ausprägung                                          | Führender Kopf            | Resultate 1993               | Resultate 1997               |
| ------ | --- | --------------------------------------------------- | ------------------------- | ---------------------------- | ---------------------------- |
|        | Sozialistische Union der Volkskräfte (USFP)                                                             | Sozialdemokratie                                    | Abderrahmane Youssoufi    | 15,62 % der Stimmen 52 Sitze | 17,53 % der Stimmen 57 Sitze |
|        | Konstitutionelle Union (UC)                                                                             | Royalismus, Konservatismus, Wirtschaftsliberalismus | Mohammed Abied            | 16,22 % der Stimmen 54 Sitze | 15,38 % der Stimmen 50 Sitze |
|        | Nationaler Zusammenschluss der Unabhängigen (RNI)                                                       | Liberalismus, Mitte-rechts                          | Ahmed Osman               | 12,31 % der Stimmen 41 Sitze | 14,15 % der Stimmen 46 Sitze |
|        | Volksbewegung (MP)                                                                                      | Royalismus, Vertretung des ländlichen Raums         | Mohand Laenser            | 15,32 % der Stimmen 51 Sitze | 12,3 % der Stimmen 40 Sitze  |
|        | Istiqlal oder „Partei der Unabhängigkeit“ (PI)                                                          | Konservatismus, Nationalismus                       | Abbas al-Fassi            | 15,62 % der Stimmen 52 Sitze | 9,84 % der Stimmen 32 Sitze  |
|        | Demokratische und Soziale Bewegung (MDS)                                                                | Konservativismus                                    | Mahmoud Archane           | - % der Stimmen - Sitze      | 9,84 % der Stimmen 32 Sitze  |
|        | Nationale Volksbewegung (MNP)                                                                           | Konservativ                                         | Mahjoubi Aherdane         | 7,51 % der Stimmen 25 Sitze  | 5,84 % der Stimmen 19 Sitze  |
|        | Partei der Nationalen Demokraten (PND)                                                                  | Liberalismus                                        | Abdalah Kadiri            | 7,21 % der Stimmen 24 Sitze  | 3,07 % der Stimmen 10 Sitze  |
|        | Mouvement populaire constitutionnel et démocratique (MPCD)                                              | Islamistische Sammelbewegung                        | Abdelkrim al-Khatib       | 0,0 % der Stimmen 0 Sitze    | 2,76 % der Stimmen 9 Sitze   |
|        | Front der Demokratischen Kräfte (FFD)                                                                   | Sozialismus                                         | Thami El Khyari           | - % der Stimmen - Sitze      | 3,76 % der Stimmen 9 Sitze   |
|        | Partei der Erneuerung und des Fortschritts (PRP) bzw. Partei des Fortschritts und des Sozialismus (PPS) | Sozialismus                                         | Ismael Alaoui             | 3,0 % der Stimmen 10 Sitze   | 2,76 % der Stimmen 9 Sitze   |
|        | Partei der Sozialdemokratie (PSD)                                                                       | Sozialismus                                         | ?                         | - % der Stimmen - Sitze      | 1,53 % der Stimmen 5 Sitze   |
|        | Organisation der demokratischen Aktion des Volkes (OADP)                                                | Sozialismus                                         | Mohamed Bensaïd Aït Idder | 0,6 % der Stimmen 2 Sitze    | 1,23 % der Stimmen 4 Sitze   |
|        | Partei der Aktion (PA)                                                                                  | Liberalismus                                        | ?                         | 0,6 % der Stimmen 2 Sitze    | 0,61 % der Stimmen 2 Sitze   |
|        | Demokratische Partei der Unabhängigkeit (PDI)                                                           | Konservativismus                                    | Thami El Wazzani          | 2,7 % der Stimmen 9 Sitze    | 0,3 % der Stimmen 1 Sitz     |

## Regierungsbildung
Zum ersten Mal in der Geschichte des Landes wurde vom König der Wahlsieger, also Abderrahmane Youssoufi, mit der Regierungsbildung betraut, der daraufhin die später so genannte „Regierung des Wechsels“ formte.
Am 14. März 1998 wurde seine links-liberale Regierung offiziell eingesetzt, gebildet aus bewährten, königstreuen Ministern im Innen-, Außen, und Justiz-Ressort, unabhängigen Spezialisten in Menschenrechtsfragen, sowie Abgeordneten der Koutla-Parteien USFP, PPS und Istiqlal, sowie der RNI und dem MP.